# Yasmin Mahmoud
Yasmin Mahmoud, född 1994, är en dansk skådespelerska.

## Filmografi[1][2]
- 2019 – Gisslantagningen (TV-serie)
- 2020 – Om natten lyver jeg aldrig (TV-serie)
- 2022 – Den som dräper - Mörkret (TV-serie)